# Klosstjärnen (Järna socken, Dalarna, 668939-141231)
Klosstjärnen är en sjö i Vansbro kommun i Dalarna och ingår i Dalälvens huvudavrinningsområde.